# Lezčíkovití
Lezčíkovití (Climacteridae) je malá čeleď sedmi druhů australských pěvců. Jsou to středně velcí, většinou hnědě zbarvení ptáci s proměnlivou kresbou na spodině těla. Všechny druhy jsou endemity Austrálie a Nové Guineje. Lezčíci na první pohled připomínají holarktické šoupálky, se kterými ovšem nejsou nijak příbuzní. Čeleď je jednou z několika čeledí australsko-novoguinejské radiace pěvců, odhalených studiemi DNA-DNA hybridizace. Molekulární výzkumy ukazují na to, že jejich nejbližšími příbuznými jsou velcí lyrochvosti.

## Potrava
Lezčíci se živí hmyzem a malými bezobratlými, které hledají na kůře nebo pod kůrou stromů, většinou blahovičníků; některé druhy sbírají potravu také na zemi, na listech a odumírajících kmenech. Ve srovnání s šoupálky nepoužívají ocasní pera jako oporu při šplhání, pohybují se pouze pomocí nohou.

## Hnízdění
Lezčíci hnízdí v dutinách stromů. Jsou teritoriální, okrsky obhajují s různou intenzitou. Některé druhy hnízdí společně s pomocníky (anglicky cooperative breeding) – v teritoriu hnízdí jeden nebo několik párů s jedním až třemi takovými pomocníky, což jsou obvykle mladí samci z předchozího hnízdění. Pomocníci se podílí na stavbě hnízda, krmení sedící samice a později na krmení a obraně mláďat.

## Druhy
- Rod: Cormobates
  - Cormobates placens, lezčík papuánský
  - Cormobates leucophaea, lezčík bělohrdlý
- Rod: Climacteris
  - Climacteris affinis, lezčík proužkobřichý
  - Climacteris erythrops, lezčík kaštanovobrvý
  - Climacteris picumnus, lezčík hnědý
  - Climacteris melanura, lezčík černoocasý
  - Climacteris rufa, lezčík rezavý